# 長井村 (兵庫県)
長井村（ながいむら）は、兵庫県城崎郡にあった村。現在の美方郡香美町香住区の南西部、矢田川の流域にあたる。

## 地理
- 河川：矢田川

## 歴史
- 1889年（明治22年）4月1日 - 町村制の施行により、美含郡守柄村・加鹿野村・三谷村・大谷村・大野村・小原村・中野村・藤村・八原村・久斗山村の区域をもって発足。
- 1896年（明治29年）4月1日 - 所属郡が城崎郡に変更。
- 1912年（大正元年）10月1日 - 大字久斗山村が美方郡大庭村に編入。
- 1955年（昭和30年）3月25日 - 奥佐津村・口佐津村・香住町・余部村と合併して香住町が発足。同日長井村廃止。